# Andrzej Sołtan (astronom)
Andrzej Maria Sołtan (ur. 17 kwietnia 1949 w Warszawie) – polski astronom, profesor doktor habilitowany.

## Życiorys
Ukończył studia astronomiczne na Uniwersytecie Warszawskim w 1971 roku. Doktorat w 1977 roku, habilitacja w 1987 roku. Tytuł profesorski otrzymał w 2003 roku. Interesuje się głównie analizą kosmicznych źródeł promieniowania rentgenowskiego. Obecnie pracuje jako profesor zwyczajny i kierownik studiów doktoranckich w Centrum Astronomicznym im. Mikołaja Kopernika Polskiej Akademii Nauk w Warszawie.
W 1979 roku był laureatem nagrody młodych Polskiego Towarzystwa Astronomicznego, w 1981 roku – nagrody Wydziału III PAN.

## Życie prywatne
Jest synem Andrzeja Marii Sołtana i Marty Euzebii z domu Kowalewskiej. Jest mężem Małgorzaty Królikowskiej-Sołtan.

## Niektóre publikacje naukowe
- 2011, The number counts of the weakest Chandra sources, Astronomy and Astrophysics, 532, 19 (2011),  A. M. Sołtan,
- 2009, How selection and weighting of astrometric observations influence the impact probability. The case of asteroid (99942) Apophis, MNRAS, 399, 1964 (2009), M. Królikowska, G. Sitarski, A. Sołtan
- 2008, Total Contribution of the Warm/Hot Intergalactic Medium to the X-ray Background, ASP Conferences Series, 390, 364 (2007), A. M. Sołtan,
- 2007, Constituents of the soft X-ray background, Astronomy and Astrophysics, 475, 837 (2007), A. M. Sołtan
- 2006, Warm-hot intergalactic medium contribution to baryonic matter, Astronomy and Astrophysics, 460, 59 (2006), A. M. Sołtan,
- 2005, Signs of warm-hot intergalactic medium in the soft X-ray background, Astronomy and Astrophysics, 436, 67 (2005), A. M. Sołtan, M. J. Freyberg, G. Hasinger,
- 2002, Missing baryons and the soft X-ray background, Astronomy and Astrophysics, 395, 475 (2002), A. M. Sołtan, M. J. Freyberg, G. Hasinger,
- 1999, FIR Galaxies and the Gamma-Ray Background, Astro. Lett. and Communications, 39, 197 (1999), Andrzej M. Sołtam, Kózef Juchniewicz,
- 1982, Masses of quasars, MNRAS, 200, 115 (1982), A. Soltan
- 1979, X-ray studies of quasars with the Einstein Observatory, Astrophysical Journal (Letters), 234, 9 (1979),  H. Tananbaum,  Y.  Avni, G.  Branduardi,  M. Elvis, G. Fabbiano, E. Feigelson,  R. Giacconi, J. P. Henry, J. P. Pye,  A. Soltan,  G. Zamorani.